# 세바스티안 아호 (1997년)
세바스티안 안테로 아호(핀란드어: Sebastian Antero Aho, 1997년 7월 26일~)는 핀란드의 아이스하키 선수로 포지션은 센터와 라이트윙이다. 현재 내셔널 하키 리그(NHL)의 팀인 캐롤라이나 허리케인스의 부주장을 맡고 있다.  2014년에 핀란드 SM 리가의 오울룬 캐르패트 소속으로 프로 선수 경력을 시작했다. 그는 2015 NHL 드래프트에서 전체 35위로 캐롤라이나 허리케인스의 지명을 받았고 2016-17 시즌에 NHL 선수 경력을 시작했다.
핀란드 대표팀의 일원으로 활동하고 있으며 세계 아이스하키 선수권 대회에서 준우승 1회 달성했다.